# Leme do Prado
Leme do Prado is een gemeente in de Braziliaanse deelstaat Minas Gerais. De gemeente telt 5.145 inwoners (schatting 2009).

## Aangrenzende gemeenten
De gemeente grenst aan Botumirim, Chapada do Norte, José Gonçalves de Minas, Minas Novas en Turmalina.